# CW-21戰鬥機
CW-21惡魔式戰鬥機是寇蒂斯-萊特的聖路易工廠在1930年代後期所開發出來的輕型攔截機。

## 設計
1938年，寇蒂斯聖路易工廠負責人兼設計師喬治.A.佩吉(George A. Page)決定以設計師卡爾.W.史考特(Carl W. Scott)所設計的寇蒂斯19型雙座戰鬥機為藍本開發新戰機，他所設計的戰鬥機有別於美國陸軍航空隊主張的紮實防禦路線以抵禦空中混戰，而是主張以較輕的機體獲得更好的爬升率及垂直機動性執行一擊脫離戰術，減少轟炸機編隊的警覺性，面對戰鬥機的挑戰，則是以優越的爬升率逃脫，並不與其進行格鬥；既然與美國軍方的方針相左，故這個開發案並沒獲得美軍金援，為公司的自費開發計畫，主攻客群亦以外銷為重。
新戰機稱為寇蒂斯-懷特21型(CW-21)或是21式(Model 21)，由工程師Willis Wells負責開發，是一款全金屬應力蒙皮錐型機身，搭配懸臂式低單翼與可收式起落架單座機，武裝則為全機首武備配置，機翼無內置武裝。主起落架為向後收進整流罩內，為平衡機體配重座艙設置在機身中段，採用一台搭配一級二速機械增壓出力1000匹馬力的R-1820-G5活塞發動機，此發動機海平面起飛出力為1000匹馬力/2200轉，但是一般出力限制在850匹馬力/2100轉；由於配有增壓器，在一級一速時可以在6千英尺(1828公尺)空域保障海平面一般出力，一級二速時可在1萬5千英尺(4572公尺)維持750匹馬力的輸出。最佳巡航極速為1萬2千英尺狀態。為減輕飛機總重，CW-21採無裝甲及自封油箱設計。雖然在設計特性與缺點上與同期開發的日軍戰機(零戰與一式戰.隼)相當類似，但是設計哲學卻有著天壤之別。
1938年9月22日，CW-21以民用機編號NX19431進行首飛；雖然不是美國軍方的開發計畫，但試飛地點卻借用萊特-派特森空軍基地，陸航飛行員也對這架飛機進行測評，毫無意外的美軍對這種戰鬥機毫無興趣，也拒絕採用，一位不知名的美軍飛官評價它還提到「需要天才才能降落這架飛機」。寇廠隨後即將這型戰機運往海外展示。

## 實戰

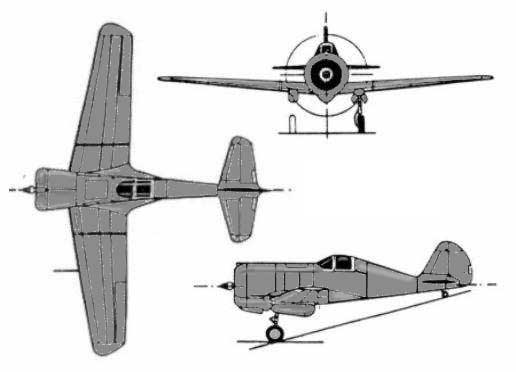
CW-21三視圖

1939年初，1架CW-21原型機運抵緬甸仰光，隨後經滇緬公路運到中國壘允組裝展示，與P-36爭取中華民國空軍的訂單。這架CW-21隨後轉戰昆明與重慶與國府各種戰機進行演練，均表現出優異的飛行操作優勢，CW-21有著優異的爬昇性能，這是當時中國戰鬥機截擊日軍轟炸機所必要的；1939年4月4日，寇蒂斯試飛員羅伯法索(Bob Fausel)在重慶駕駛著配置武器的CW-21原型機攔截日軍意式轟炸機，成功擊傷1架，該機墜毀在湖北鄂西。經過實戰考驗的CW-21唯一的問題是價格較為高昂，單機訂價為7萬美金(1939年幣值)，比美軍同年同廠甫服役的新銳戰機P-40還來的貴，因此美方擔心中方下單後會無力清償債務；經過交涉後最後決定美方販賣3架在美國完工的整機與27架在中央航空製造廠組裝的散件，這批戰機也因應中方要求強化火力與防護裝甲，至於在中國的原型機則以折扣價賣給中方。
後來CW-21原型機與和同廠的P-36戰鬥機一起來到當時中華民國空軍第四大隊所駐防的重慶廣陽壩機場，但在1939年6月由大隊長董明德駕駛時因操作不當降落時墜毀，駕駛員則存活。剩下3架首批完成的機體則在1940年中於仰光組裝，並移交給飛虎隊，卻在1941年12月23日外籍飛行員從仰光轉場飛回昆明時因油料不潔等故通通失事墜毀。至於27架零組件在運抵壘允後只組裝2架即因1942年初緬甸戰役的潰敗導致中央飛機製造廠倉皇撤離，大部分資材都就地爆破避免資敵，使得中方耗資數百萬美金最終卻一無所得。
CW-21另一個買主是荷屬印尼，原本這批訂單是荷蘭皇家空軍在1940年4月為了更換老舊機種而採購的24架CW-21B，訂單還包括備用發動機與無線電各6具，這批飛機導入自CW-23戰鬥教練機開發的全埋式起落架以及半埋式尾輪，導入液壓控制的襟翼、機鼻換裝12.7公厘機槍、機翼增加兩挺7.62公厘機槍，但受惠更簡潔的氣動外型，極速還比中國版本略快13公里，爬升率也比CW-21要好。但在同年5月15日荷蘭本國投降因此轉運到荷屬印尼，歸荷蘭皇家東印度陸軍航空隊操作，同時引進的還有36架CW-22教練機。這批戰機編製了2個中隊，佈署在爪哇島萬隆國際機場；然而因為較輕量機體結構與鹽分等造成飛機有許多結構損傷，因此在1941年12月8號開戰時只有17架CW-21可以操作。
當日軍大舉南侵，CW-21擔負印尼的防禦任務。1942年2月3日12架CW-21及6架P-40一同攔截轟炸泗水的一式陸上攻擊機和零式艦上戰鬥機混合編組；然而這場空戰成為單方面的大屠殺，至少9架CW-21在這次空戰中遭擊落，而荷蘭軍只可能擊落了2架零式。2月5日日軍再度攻擊時，荷軍只剩6架CW-21能夠升空，這次則被擊落4架，1架則是迫降受損，僅不到一星期荷軍只剩4架妥善機及2架待修機。1942年2月19日，日本空襲萬隆，這次則是將在修的CW-21通通摧毀，只有1架日機遭防空砲火擊落。剩下4架妥善機則是在2月23日與日本陸軍的一式戰鬥機空戰中遭擊落3架，1架還是被己方的防砲給擊落，剩餘1架妥善的CW-21則是在幾天後於地面被掃射摧毀。等到3月1日日軍空降爪哇島時，日軍還發現倉庫裡有2架被銷毀而未組裝的CW-21；在3月9日，日軍繳獲了一架可飛行的CW-21B，後來供給日軍研發單位進行調查，在戰後被盟軍於新加坡尋獲。

## 型號
21型
31架，1架原型機在1938年出廠(c/n 21-1 / NX19431)；3架增加武裝與副油箱掛載能力的改款版本在1940年完工NX19441 (c/n 21-2);NX19442 (c/n 21-3); NX19443 (c/n 21-4)。另外有27組零件供應給中央航空製造廠組裝，外表特徵是流用P-35戰鬥機的起落架整流罩。
21A型
計畫將發動機更換為V-1710液冷引擎，未製造
21B型
24架，荷屬印尼操作(製造編號c/n 2853 to 2872，荷軍機號CW-344至CW-363)。起落架改為向機身直接縮回的全埋型，外型更加流暢，速度也比21型略快。

## 基本資料(CW-21B)
参考资料：Curtiss Aircraft 1907–1947
基本信息
- 机组：1人

性能
武器

- 機槍：[3]
機首2挺
  - 白朗寧M1919中型機槍或白朗寧M2重機槍

## 使用國家
- 中華民國
- 荷屬印尼

## 外部連結
- 美製寇蒂斯CW-21惡魔式戰機
- The CW-21 described